# Seamus Dever
Seamus Patrick Dever (Flint, 27 luglio 1976) è un attore statunitense.
È conosciuto per il ruolo di Kevin Ryan nella serie televisiva Castle e di Trigon nella serie televisiva Titans.

## Biografia
Ha iniziato la sua carriera in teatro a Los Angeles, dove ha ottenuto buone recensioni per il suo periodo di lavoro in una produzione locale di A Clockwork Orange. È apparso in numerose serie televisive, tra cui Senza traccia, Cold Case - Delitti irrisolti, JAG - Avvocati in divisa, Streghe, CSI: NY, NCIS - Unità anticrimine, CSI: Miami e CSI - Scena del crimine. È anche comparso in film come Hollywoodland e Affairs in Order.
Nel 2008 è entrato a far parte del cast della soap General Hospital, nel ruolo del Dr. Ian Devli. In quello stesso anno, è apparso nella serie televisiva Army Wives - Conflitti del cuore, nel ruolo del Dr. Chris Ferlinghetti. Nel 2009, entra nel cast principale della serie televisiva Castle nel ruolo del detective Ryan. Nel 2018 ha ottenuto il ruolo del demoniaco supercriminale Trigon nella serie televisiva Titans.
Nel 2006 si è sposato con Juliana Dever, con cui ha condiviso il set di Castle.

## Filmografia

### Cinema
- Oltre la legge (Outside the Law), regia di Jorge Montesi (2002)
- Hollywoodland, regia di Allen Coulter (2006)
- Affairs in Order, regia di Herman Wilkins (2008)
- Ready or Not, regia di Sean Doyle (2009)
- Invito a un omicidio (Invitation to a Murder), regia di Stephen Shimek (2023)

### Televisione
- Undressed – serie TV, episodio 4x01 (2001)
- Crossing Jordan – serie TV, episodio 1x06 (2001)
- Senza traccia (Without a Trace) – serie TV, episodio 2x09 (2003)
- Cold Case - Delitti irrisolti (Cold Case) – serie TV, episodio 2x04 (2004)
- JAG - Avvocati in divisa (JAG) – serie TV, episodio 10x17 (2005)
- Streghe (Charmed) – serie TV, episodio 7x19 (2005)
- CSI: NY – serie TV, episodio 2x20 (2006)
- NCIS - Unità anticrimine (NCIS: Naval Criminal Investigative Service) – serie TV, episodi 4x03-22x01-22x09 (2006-2024)
- CSI: Miami – serie TV, episodio 5x23 (2007)
- General Hospital – serie TV, 45 episodi (2008)
- Army Wives - Conflitti del cuore (Army Wives) – serie TV, 7 episodi (2008)
- Ghost Whisperer - Presenze (Ghost Whisperer) – serie TV, episodio 4x04 (2008)
- CSI - Scena del crimine (CSI: Crime Scene Investigation) – serie TV, 2 episodi (2005-2008)
- Drop Dead Diva – serie TV, episodio 1x09 (2009)
- Dark Blue – serie TV, 2 episodi (2010)
- Castle – serie TV, 173 episodi (2009-2016)
- Titans - serie TV, 11 episodi (2018-2023)
- Take Two - serie TV, episodio 1x05 (2018)
- The Rookie - serie TV, episodio 2x03 (2020)
- Hunters – serie TV, episodio 2x05 (2023)
- True Lies – serie TV, episodio 1x08 (2023)
- NCIS: Hawai'i – serie TV, episodio 2x20 (2023)

### Doppiatore
- Soldier of Fortune II: Double Helix (Voce aggiuntiva) – videogioco (2002)
- Far Cry 5 (John Seed) – videogioco (2018)
- Call of Duty: Black Ops 6 (Felix Neumann) – videogioco (2024)

## Doppiatori italiani
Nelle versioni in italiano delle opere in cui ha recitato, Seamus Dever è stato doppiato da:
- Gabriele Lopez in Castle, The Rookie, NCIS - Unità anticrimine (ep. 22x01, 22x09)
- Enrico Di Troia in Streghe, CSI: NY
- Alberto Caneva in NCIS - Unità anticrimine (ep. 4x03), NCIS: Los Angeles
- Francesco Pezzulli in Ghost Whisperer - Presenze, Tracker
- Daniele Barcaroli in She's No Angel
- Loris Loddi in Cold Case - Delitti irrisolti
- Teo Bellia in CSI - Scena del crimine (ep. 6x03)
- Gianfranco Miranda in CSI - Scena del crimine (ep. 9x09)
- Nino D'Agata in CSI: Miami
- Christian Iansante in Titans
- Francesco Cavuoto in Hunters
- Fabrizio De Flaviis in True Lies
- Paolo Vivio in NCIS: Hawai'i
- Riccardo Rossi in Invito a un omicidio

Da doppiatore è stato sostituito da:
- Ruggero Andreozzi in Far Cry 5
- Paolo Sesana in Call of Duty: Black Ops 6